# Steel frame
Steel frame é um sistema de construção a seco, executado em quadros de aço leve galvanizados e formados a frio, onde não se utiliza nem tijolos ou similares. Conta com seu estrutural de aço e colunas verticais, horizontais e vigas, construídas em uma grade retangular em forma de gaiola para apoiar o chão, teto e paredes de um edifício. O desenvolvimento desta técnica foi feita para a construção desde uma simples casa térrea a um prédio de no máximo cinco andares.
As paredes nesse tipo de construção são feitas com os seguintes componentes: placas cimentícias no fechamento externo com membrana protetora de umidade, placas OBS (painel com tiras de madeira prensada), um revestimento de lã de pet ou lã de rocha para o isolamento térmico e acústico, e placas de gesso acartonado no revestimento interno. Esta última ainda tem  variações de acordo com a necessidade do ambiente, se for um local úmido, no caso de um banheiro, utiliza-se placas RU (resistentes à umidade), ou se não, placas ST. 
As medidas das almas dos perfis U enrijecidos variam geralmente de 90 a 300 mm (medidas externas), apesar de ser possível usar outras medidas. As espessuras das placas podem ser de 0,80 mm a 3,0 mm. 
Para os telhados existe uma gama de opções, desde cerâmica a metal. Ele, assim como as paredes, também é  composto por isolamento acústico e térmico, e estruturado com perfis de aço galvanizado e chapas de OSB. 

### Vantagens
- Apresenta rapidez na conclusão da obra;
- Faz menos resíduos e entulhos do que a construção tradicional;
- É mais fácil de executar designs modernos de arquitetura;
- Torna-se uma construção mais leve, podendo ser executada mesmo em locais com restrições estruturais;
- Proporciona excelente desempenho acústico e térmico,
- Por conta de sua estrutura de aço, possui grande resistência e durabilidade, garantindo também a segurança

### História
O sistema que deu a base do que conhecemos hoje, é chamado de Wood Framing, técnica de mais de 200 anos atrás, onde se erguiam as estruturas e construíam as casas com madeira. A partir da segunda revolução industrial, as industrias de aço começaram a se desenvolver, impulsionando a ideia da estruturação das residências em aço. O primeiro protótipo de uma casa de Steel Frame aparece na feira mundial de Chicago, em 1933. A segunda guerra mundial também impulsionou a economia dos EUA, fazendo com que mais e mais casas fossem construídas dessa forma prática e rápida.

### No Brasil
O modelo Steel Frame chegou ao Brasil na década de 1990, mas ainda está em processo de crescimento. Mas apesar disso, temos fabricação própria de todos os componentes para a execução com garantia de qualidade e concorrência.
Em 2018 foi feita uma pesquisa pelo Centro Brasileiro de Construção em Aço (CBCA) e foram constatadas 27 empresas fabricantes de perfil Light Steel Frame distribuídas pelo território nacional.  A evolução do faturamento bruto para produção dos perfis de aço galvanizado foi de 15,7% (dados comparados de 2016 x 2017). Com isso, percebeu-se um aumento de 10% na fabricação desses perfis nesse período.

### Valores
Pesquisas feitas com empresas especializadas em 2023 estimam que o valor por metro quadro é de aproximadamente R$ 2.000,00, podendo variar entre as regiões. Logo, uma residência de 100m² custaria em média R$ 200.000,00.

Vale ressaltar que é uma construção com muito menos desperdício e pouca manutenção, tornando-se mais econômica a longo prazo.